# Futbolen Klub Septemvri Simitli 2011-2012

## Organico 2011-2012
| N. |                     | Ruolo | Calciatore         |
| -- | ------------------- | ----- | ------------------ |
| 1  | Bulgaria (bandiera) | P     | Stoyan Vasev       |
| 2  | Bulgaria (bandiera) | D     | Metodi Iliev       |
| 5  | Bulgaria (bandiera) | C     | Ivan Baltov        |
| 6  | Bulgaria (bandiera) | D     | Vasil Katsarski    |
| 7  | Bulgaria (bandiera) | A     | Andon Gushterov    |
| 8  | Bulgaria (bandiera) | C     | Tihomir Todorov    |
| 9  | Bulgaria (bandiera) | A     | Antonio Mihaylov   |
| 10 | Bulgaria (bandiera) | C     | Velizar Popvasilev |
| 11 | Bulgaria (bandiera) | C     | Anatoly Luleyski   |
| 12 | Bulgaria (bandiera) | P     | Veselin Ganev      |
| 13 | Bulgaria (bandiera) | A     | Daniel Dyulgerov   |
| 14 | Bulgaria (bandiera) | D     | Anton Todorov      |

| N. |                     | Ruolo | Calciatore         |
| -- | ------------------- | ----- | ------------------ |
| 15 | Bulgaria (bandiera) | D     | Anton Mangurev     |
| 16 | Bulgaria (bandiera) | C     | Alen Hristov       |
| 17 | Bulgaria (bandiera) | C     | Tsvetan Nikolov    |
| 18 | Bulgaria (bandiera) | A     | Atanas Nikolov     |
| 19 | Bulgaria (bandiera) | A     | Kaloyan Stoyanov   |
| 20 | Bulgaria (bandiera) | D     | Mario Nikolov      |
| 21 | Bulgaria (bandiera) | C     | Kostadin Zlatanov  |
| 24 | Bulgaria (bandiera) | D     | Dimitar Koemdzhiev |
| 25 | Bulgaria (bandiera) | C     | Ivaylo Lazarov     |
| 26 | Bulgaria (bandiera) | C     | Smilen Zlatanov    |
| 32 | Bulgaria (bandiera) | P     | Ivan Tsarvarishki  |